# Амхарці
Амха́рці (амхара, амара; амхар. አማራ, ге'ез አምሐራ) — ефіосемітський народ у Північно-Східній Африці, основне населення Ефіопії.

## Етнічна територія і чисельність
Амхарці проживають на центральному Ефіопському нагір'ї. Адміністративно це — центр і північ Ефіопії, частково Еритрея. Також амхарці проживають у прилеглих Сомалі і Судані. Значні амхарські діаспори проживають в Ізраїлі (зокрема, представники субетнічної групи феляша — амхарські юдеї) та Канаді.
Загальна чисельність амхарців оціночно на кін. 1990-х років становить понад 20 млн чол. Труднощів у статистику додає той факт, що амхарська є основною мовою спілкування в Ефіопії, тож нею послуговуються представники численних інших народів.

## Мова
Мова амхарців — амаринья ефіопської підгрупи семіто-хамітської мовної сім'ї. Амхарська — наступниця ге′ез (латина для амхара — і сьогодні коптська Біблія написана мовою ґеез).
Писемність амаринья — на власній графічній основі.

## Релігія

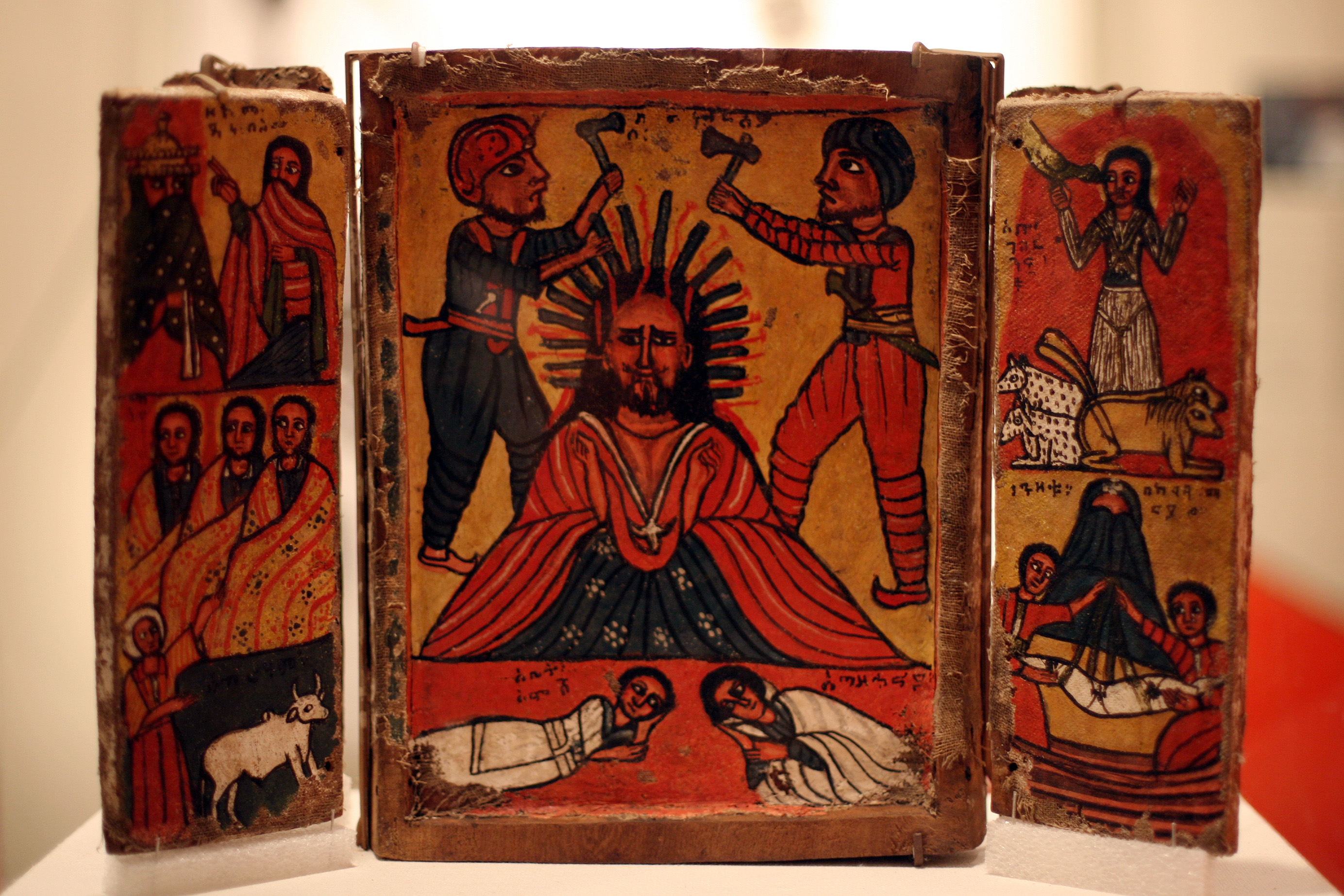
Амхарський триптих

За віросповіданням переважна більшість амхарців — християни-монофізити; зовсім незначна частка, переважно представники субетносу феляша — юдеї.
Ефіопська Ортодоксальна Церква (ЕОЦ) є наріжним каменем амхарської культури та самоідентифікації. Вона є місцевою православною церквою, що бере початок у IV ст. н. е. під впливом Сирійської православної церкви.
З поч. VII ст. ЕОЦ є анклавом християнства у ісламському світі. Єдиними більш-менш помітними зв'язками ЕОЦ були взаємини з ще слабшою коптською церквою в Єгипті. Патріарх ЕОЦ призначався Коптською церквою в Єгипті до 1959 р. Відособленість ЕОЦ спричинила унікальний розвиток церкви та її несхожість ні на одну з християнських церков світу. Прикметною рисою ЕОЦ є велика кількість постів (до 250 днів на рік) і те значення, яке їм надається.

## Історія і риси менталітету
Історично амхара є народом, що походить з того ж самого семітського кореня, що й тигре та тиграї; також на етногенез амхара вплинули родові стосунки з кушитськими народами (оромо); у структурі сучасних амхара можна віднайти також єврейський (юдейський) компонент.
Пращури сучасних амхарців, ймовірно, прийшли з території сучасного Ємену. Згідно з амхарською традицією народ амхара бере свій початок від легендарного Менеліка І, сина королеви Шеби та короля Соломона. Саме шеба, предки амхара, стали селитися на берегах Червоного моря, прийшовши із Аравії бл. 1000 р. до н. е.
Формування етнічної спільноти амхара почалося у ХІІІ — поч. XIV ст.ст. як провідного етносу Ефіопської імперії (Абісинії), потім Ефіопії. До цього амхара входили в імперію Аксум, розпад якої датується прибл. 900 р. н. е. та групувалися для створення ефіопського королівства.
У часи свого найбільшого розвитку Ефіопська феодальна імперія була значною потугою, що підтримувала тісні контакти з рештою світу (Ватиканом, Іспанією, Португалією, Османською Імперією та ін.) та відігравала роль християнського форпосту для стримування ісламської навали.
У 1800-ті роки Менелік ІІ шляхом завоювань в основному встановив межі сучасних Ефіопії та Еритреї. Саме богообраність ефіопців (підтримання монофізитської секти як провідної релігії у противагу до решти християнського світу) та боротьба з мусульманським світом і кушитськими племенами сформували особливості менталітету амхарців — сильне почуття національної гордості та окремішності, гордість за національну церкву, відверте неприйняття або скептицизм щодо чужих ідей, особливо щодо справ церковних; хоча ці ж процеси мали й негативні наслідки — замкнутість й відособленість ефіопської держави.
Ефіопська феодальна монархія була дуже традиційною і на кінець XIX ст. у своєму вигляді являла анахронізм, саме цим можна пояснити її повалення (в т..ч і за допомогою СРСР) у 1974 р. комуністичним угрупуванням на чолі з Менгісту Хайле Маріамом та встановлення комуністичної диктатури. Цей період супроводжувався економічною стагнацією, соціальним колапсом і міжетнічними сутичками. Саме етнічні сутички між амхара та тигре з тиграями (тигринья) спричинили тривалу громадянську війну й відокремлення історичної області Еритреї в незалежну державу.
З 1991 року новий уряд намагається встановити багатопартійну систему та ринкову економіку, хоча й безуспішно дотепер (на сер. 2000-х рр.).

## Господарство і суспільство
Основні традиційні заняття амхарців — рільне землеробство (зернові, головна культура — ендемік теф); розвинуті скотарство, птахівництво, бджільництво. Сільське господарство амхарців потерпає від нестачі води. Саме тому звичайною справою є голодні роки (останні найбільші — 1974 та 1984).
З ремесел розвинуті ткацтво, гончарство, золотарство, ковальство, чинбарство, різьба по дереву тощо.
Основа соціальної організації — сільська община. Існували цехові корпоративні групи — професійні касти ремісників, казкарів та ін.

## Культура

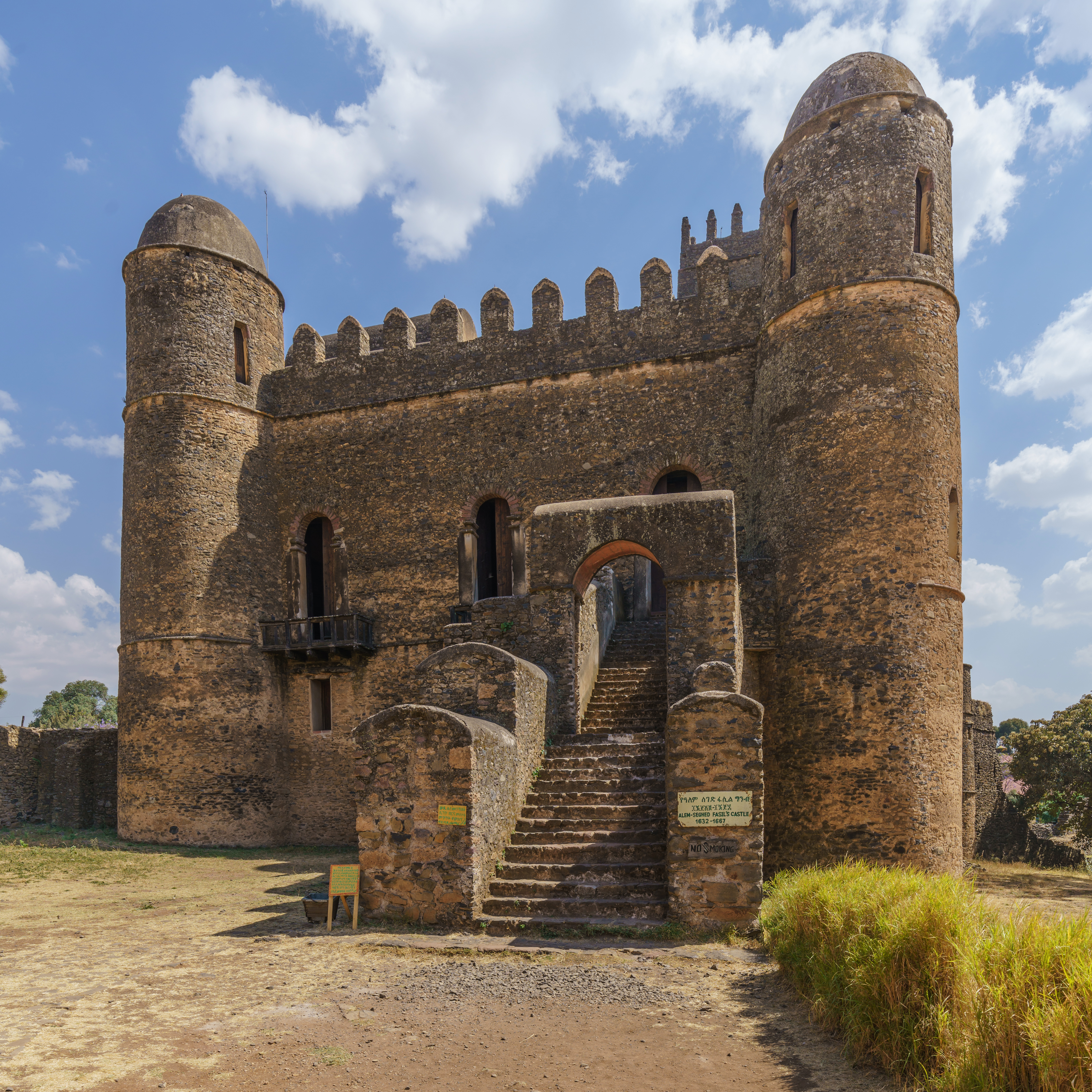
Фасілідський палац у Гондері

Традиційні житла амхарців на селі — круглі хати з конусоподібними солом'яними дахами. Існує міська і культова архітектура (палацові комплекси Гондеру).
Попри високі культурні досягнення амхарців (професійне художнє мистецтво, давня писемна література) лише п'ята частина нації є писемною (дані на кін. 1980-х рр.).
У амхарців дуже багатий фольклор. Відмітна риса народних казок — дидактичність з обов'язковою моралізаторською кінцівкою, нерідко прислів'ям.